# Sankissa
Sankissa (en hindi: संकिशा; també Sankasia, Sankassa i Sankasya) fou una antiga ciutat de l'Índia. Tingué importància en l'època del Buda Siddharta Gautama. Segons una font budista, era a trenta llegües de Sravasti. Després del paranirvāṇa (defunció) del Buda, el rei Aixoka amplià aquest indret i hi va alçar un dels seus famosos pilars d'Aixoka, del qual es conserva el capitell de l'elefant. També hi construí un stupa i un temple commemoratiu de la visita de Siddharta Gautama. Aquest temple encara existeix hui i les ruïnes de l'stupa hi són com a Temple de Vishari Devi. Es diu que el nom de Visahari Devi es dona a la mare de Buda. Segons els comentaris del Cànon Pali, Buda va descendir a la terra després de predicar l'Abhidhamma Pitaka en el paradís Tavatimsa. Aquest esdeveniment va ocórrer després dels dos miracles sota l'arbre Gandamba.

## Capitell
Arqueològicament, és sobretot coneguda pel descobriment del capitell d'un pilar d'Aixoka que representa un elefant (mancat de trompa), datat del segle iii abans de la nostra era.
Alguns autors, però, consideren que aquest pilar és anterior a Aixoka. Aquest tipus de pilar amb un àbac molt treballat del tipus hel·lenisticoiranià, fet de lotus i palmetes alternades, i del qual hi ha altres dos exemples en el Pilar de Rampurva i el de Prayagraj, en el qual només s'han registrat inscripcions d'Aixoka molt maldestrament elaborades, i això indica que els pilars ja portaven algun temps erigits quan Aixoka començà a gravar-hi els edictes, i que el gravat es realitzava acrobàticament sobre bastides o escales. Només un d'aquests pilars, però, va ser gravat per Aixoka, el de Prayagraj, perquè els altres no van ser inscrits.
La superfície del pilar no és polida, com tampoc ho és la del Toro de Rampurva. Això també posa en dubte l'atribució d'aquestes estàtues a l'època de Aixoka, que es coneix per les estàtues amb superfícies polides i brillants, com el Capitell del Lleó de Sarnath.(3)
El monjo pelegrí xinés Xuan Zang del segle vii esmenta un pilar d'Aixoka amb un lleó a Sankissa, però no esmenta pas cap pilar amb un elefant.

## Galeria d'imatges

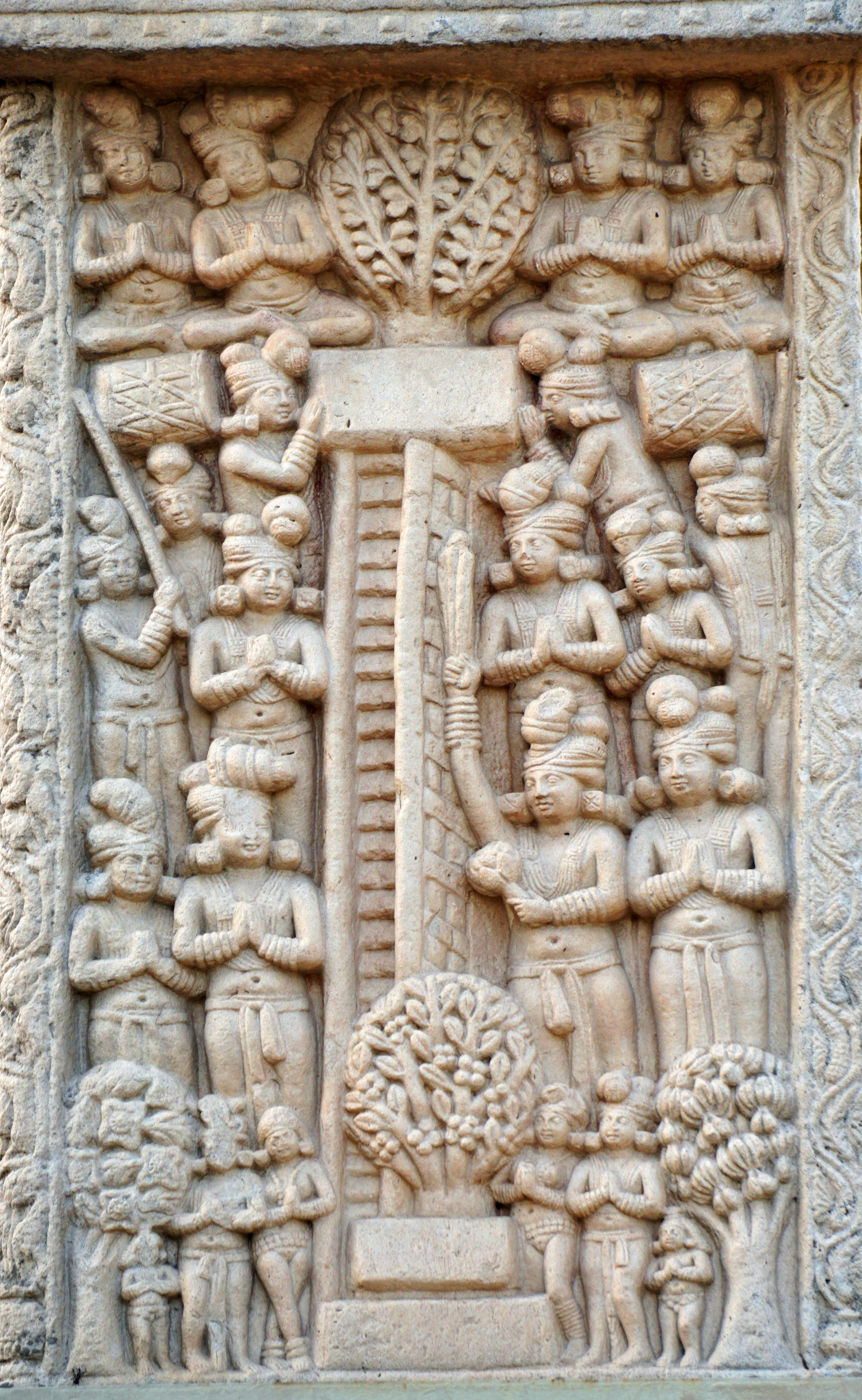
Descens del suargà de Buda del Trayastrimsa (33 déus) de Sankissa
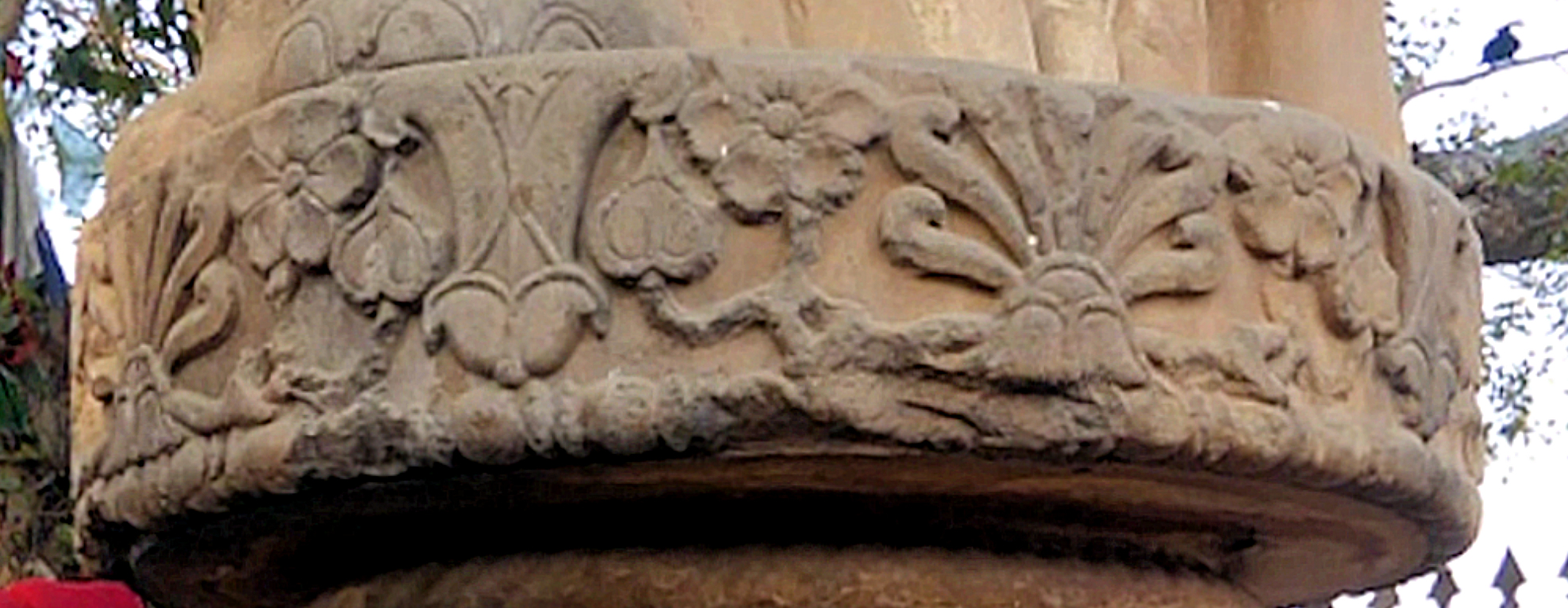
Àbac d'estil hel·lenisticoiranià.
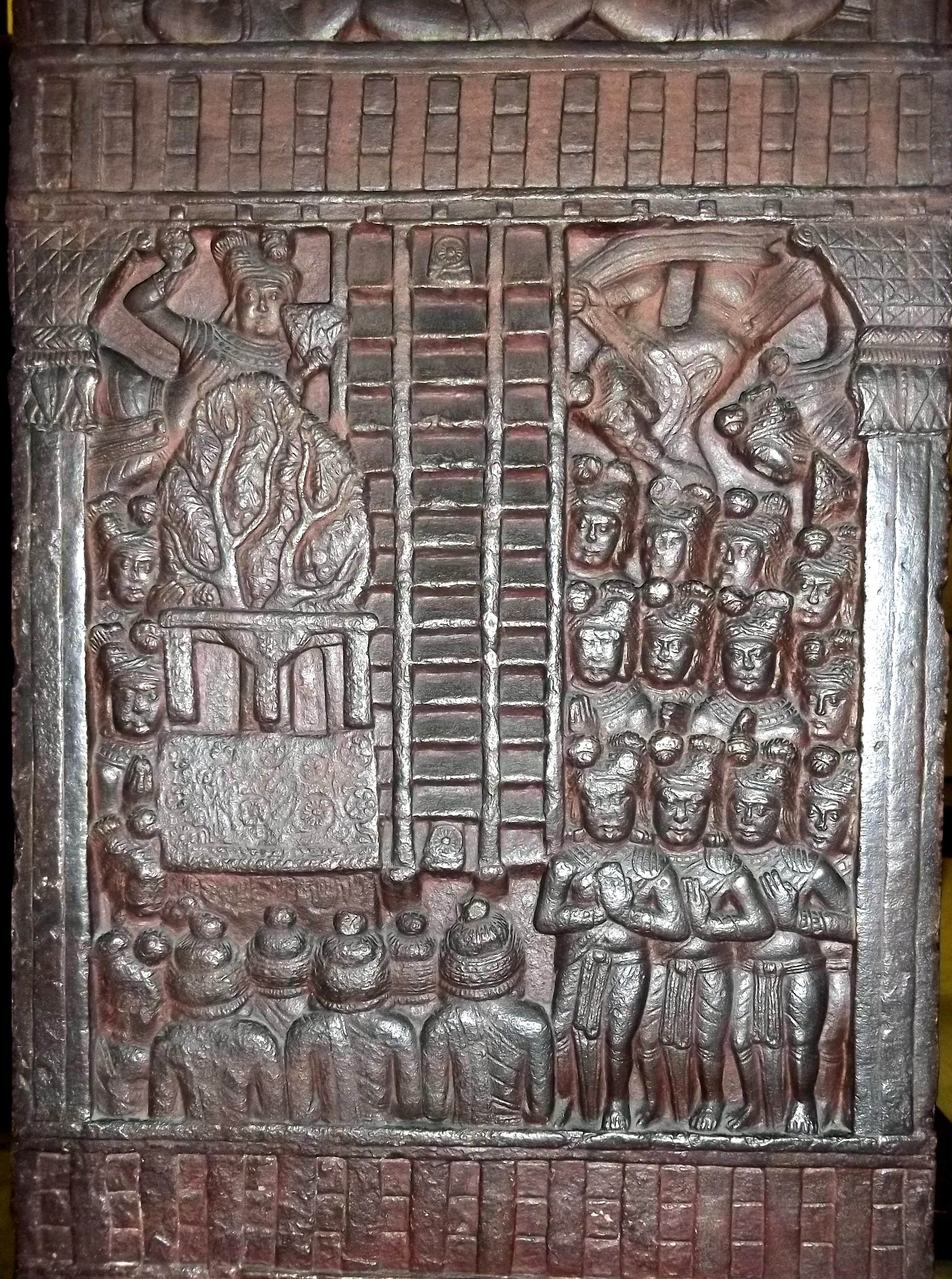
Descens de Buda a Sankissa (Bharhut, Segle II as
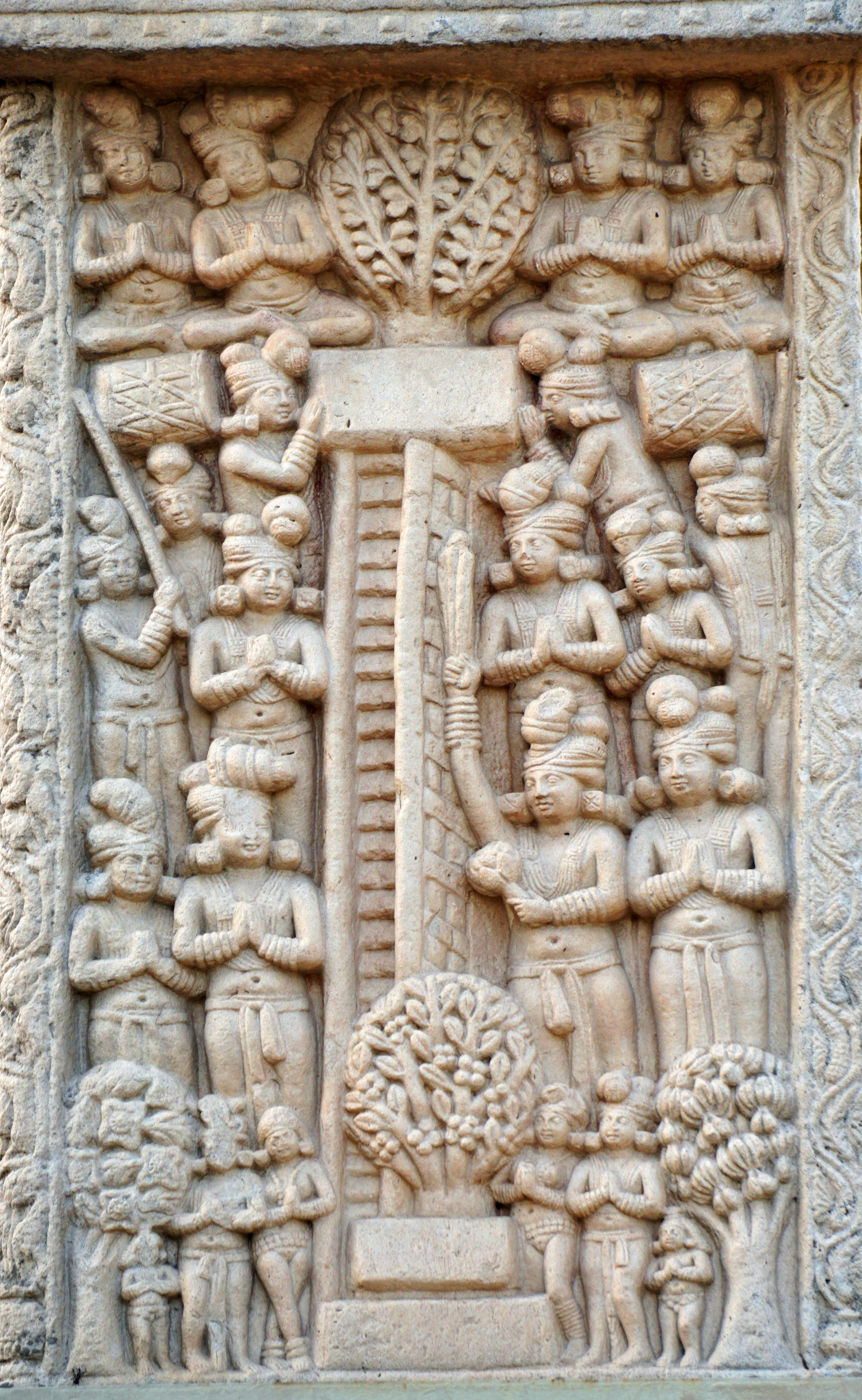
Descens de Buda a Sankissa (Sanchi, Segle I
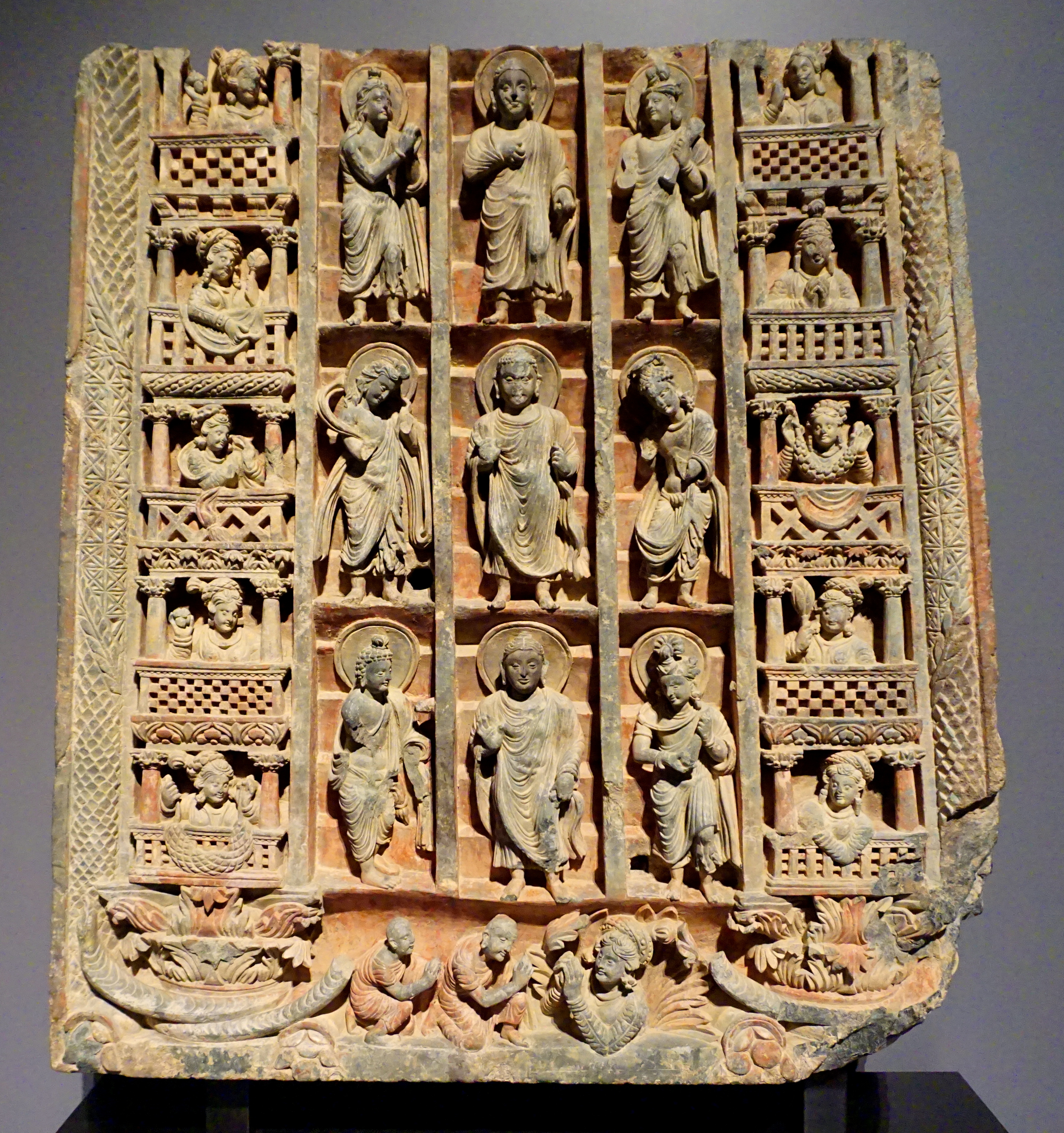
En art grecobudista Gandhara (Gandhara, Segle II)
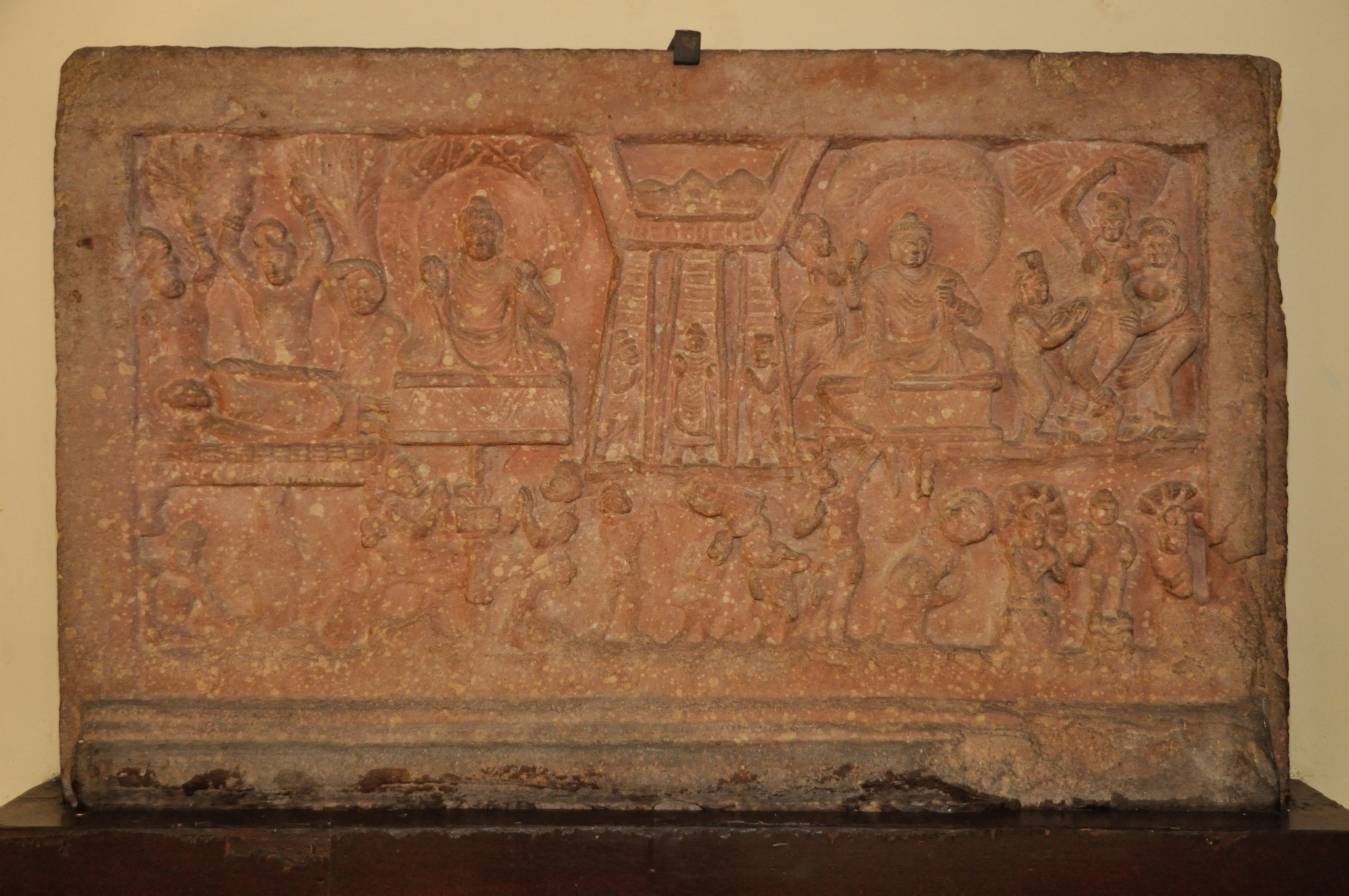
En art de Mathura,S36